# Elodina definita
Elodina definita is een vlindersoort uit de familie van de Pieridae (witjes), onderfamilie Pierinae.
Elodina definita werd in 1916 beschreven door Joicey & Talbot.